# Domfriedhof Schwerin
Der Domfriedhof Schwerin war ein Friedhof in der heutigen Landeshauptstadt von Mecklenburg-Vorpommern.

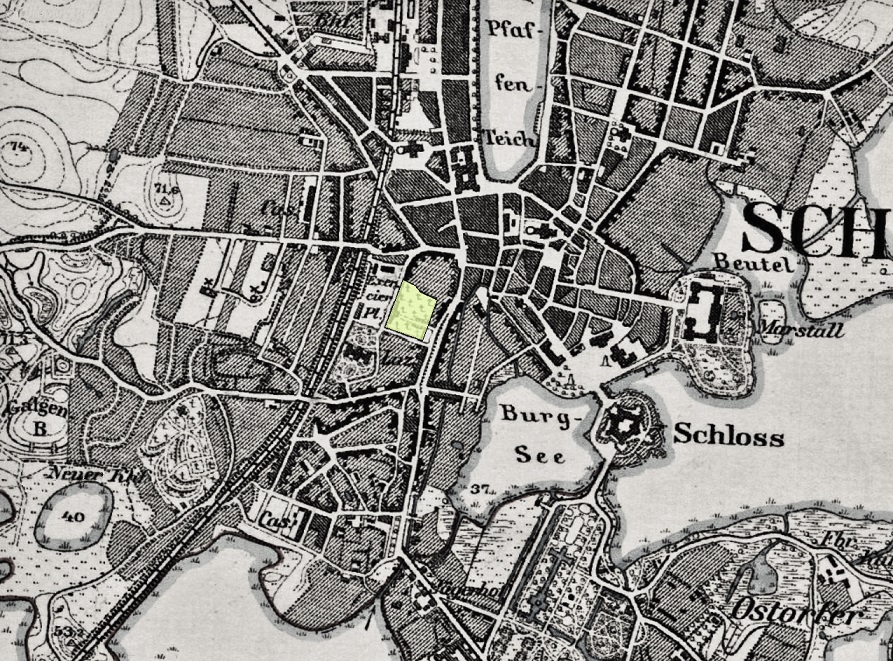
Lage des ehem. Schweriner Domfriedhofs, eingezeichnet in Messtischblatt vom Ende des 19. Jahrhunderts

## Lage
1779 kaufte der den Magistrat der Stadt für die Anlage des Friedhofs einen Acker südwestlich der Vorstadt auf dem Hohen Felde an der Reiferbahn an. Das Gelände befand sich in dem Gebiet zwischen den heutigen Straßen Wittenburger Straße, Reiferbahn, Lobedanzgang und Goethestraße/Totendamm.

## Geschichte
Der in Mecklenburg-Schwerin regierende Herzog Friedrich, genannt der Fromme, soll es nicht ertragen haben, dass der Kirchhof um den Dom als Viehweide für Schweine, städtische Müllhalde und Trockenplatz für Wäsche genutzt wurde. 1769 ließ er die Stadt wissen, für den Kirchhof einen anderen Standort zu suchen. Am 29. April 1771 erließ er eine Verordnung zur Verlegung der Friedhöfe vor die Mauern der Stadt. Obwohl der Herzog im Juli 1773 seine Anordnung erneuerte, dauerte es noch Jahre, bis sich die Geistlichkeit, der Rat und die Bürgerschaft auf das Gebiet östlich der Reiferbahn geeinigt hatten. Besonders der Verzicht auf eine Kirchenbestattung stieß bei Schweriner Bürgern auf Widerstand, die ihre Erbbegräbnisse im Dom hatten.

### Neuer Domkirchhof
Der neue Domkirchhof, der auf immerdar zum Gottesacker für die Gemeinde der Altstadt Schwerin bestimmt seyn sollte, entstand zwischen 1779 und 1786. Schwerin hatte um 1780 etwa 7000 Einwohner und der neue Friedhof wurde für 3202 Leichen berechnet. Zur Einweihung 1786 benötigte man von der Stadt aus einen Zugang. Da dieser parallel zur damaligen Rostocker Straße am Abhang des Hohen Feldes zum neuen Gottesacker bergauf führte, nannte man ihn, wie auch heute noch, Totendamm.
Die Entwürfe für die Baulichkeiten stammen vom Hofbaudirektor Johann Joachim Busch, der auch die Friedhofsanlage in Ludwigslust plante. Busch hatte vier Entwürfe vorgelegt, die sich im Landeskirchlichen Archiv zu Schwerin befinden, darunter auch der zur Ausführung gekommene. Sie zeigen die Außen- und Innenfronten der westlichen Kapellenreihe mit Torhaus und Feierhalle, ein weiteres Blatt zeigt den Grundriss der geplanten Anlage.
Das rechteckige Areal des Friedhofs war hofartig an drei Seiten von Mauern mit einander gereihten Gruftkapellen und einem nach innen offenen Bogengang begrenzt, so dass ein Campo Santo entstand. Die quadratische Torkapelle hatte eine kuppelartige Haube und an der Innenseite einen Dreiecksgiebel. Beidseitig schlossen sich 23 rundbogig geöffnete, durch Gitter abgeschlossene Grüfte mit tonnengewölbten Unter- und einem kreuzrippengewölbten Hauptraum an. Die Rundbogenöffnungen gingen von gequaderten Pfeilern aus und wurden zusätzlich durch ein ovales Fenster unterhalb der schlichten, auch hier vorhandenen Brüstung belichtet. Der Eingangsbereich der Friedhofsmauer war durch Busch, wie in Ludwigslust, mit plastischem Schmuck in Gestalt von allegorischen Figuren versehen.
Die symmetrische Friedhofsanlage war in sechs durch schnurgerade Wege geschiedene Grabfelder eingeteilt. Die Mittelallee lief auf ein quadratisches, backsteinsichtiges Kapellengebäude zu. Die Grabkapellen sollten Mitgliedern des Hofadels und den wohlhabenden Bürgern die Möglichkeit des innerkirchlichen Begräbnisses, wie im Dom, ersetzen. Der Herzog genehmigte auch den Bau von privaten Grabkapellen.
Für rund 80 Jahre war der Domfriedhof der Hauptfriedhof der Stadt Schwerin. Auch Gebeine der Mönche vom Franziskanerkloster Schwerin, die man dort bei Abbrucharbeiten fand, wurden im Juli 1825 auf den Domfriedhof umgebettet. Im März 1836 wünschte die großherzogliche Aufsichtsbehörde die Verschönerung des Domfriedhofs, die der junge Hofgärtner Theodor Klett durchführte.
Nach einer Choleraepidemie 1850/51, der 379 Personen zum Opfer fielen, war 1852 der Domfriedhof von Leichen fast überfüllt. Im Jahre 1863, damals zählte Schwerin rund 23.500 Einwohner, war auf dem Domfriedhof kaum noch Platz für Bestattungen. Erweiterungspläne an der Reiferbahn lehnten der Schweriner Magistrat und Bürgerausschuss ab. Nach Georg Adolf Demmlers Plänen zur Stadterweiterung der Residenzstadt und seinem Antrag vom 8. April 1862 legte man vor dem damaligen Feldtor auf dem Galgenberg, am heutigen südlichen Obotritenring, den (heutigen) Alten Friedhof an und nahm auf dem Domfriedhof keine Bestattungen mehr vor. Der Sarg von Demmlers Ehefrau Henriette, der 1862 auf dem Domfriedhof beigesetzt worden war, wurde 1864 zur Familienkapelle auf dem 1863 neu eröffneten Friedhof am Galgenberg überführt.

### Spätere Nutzung

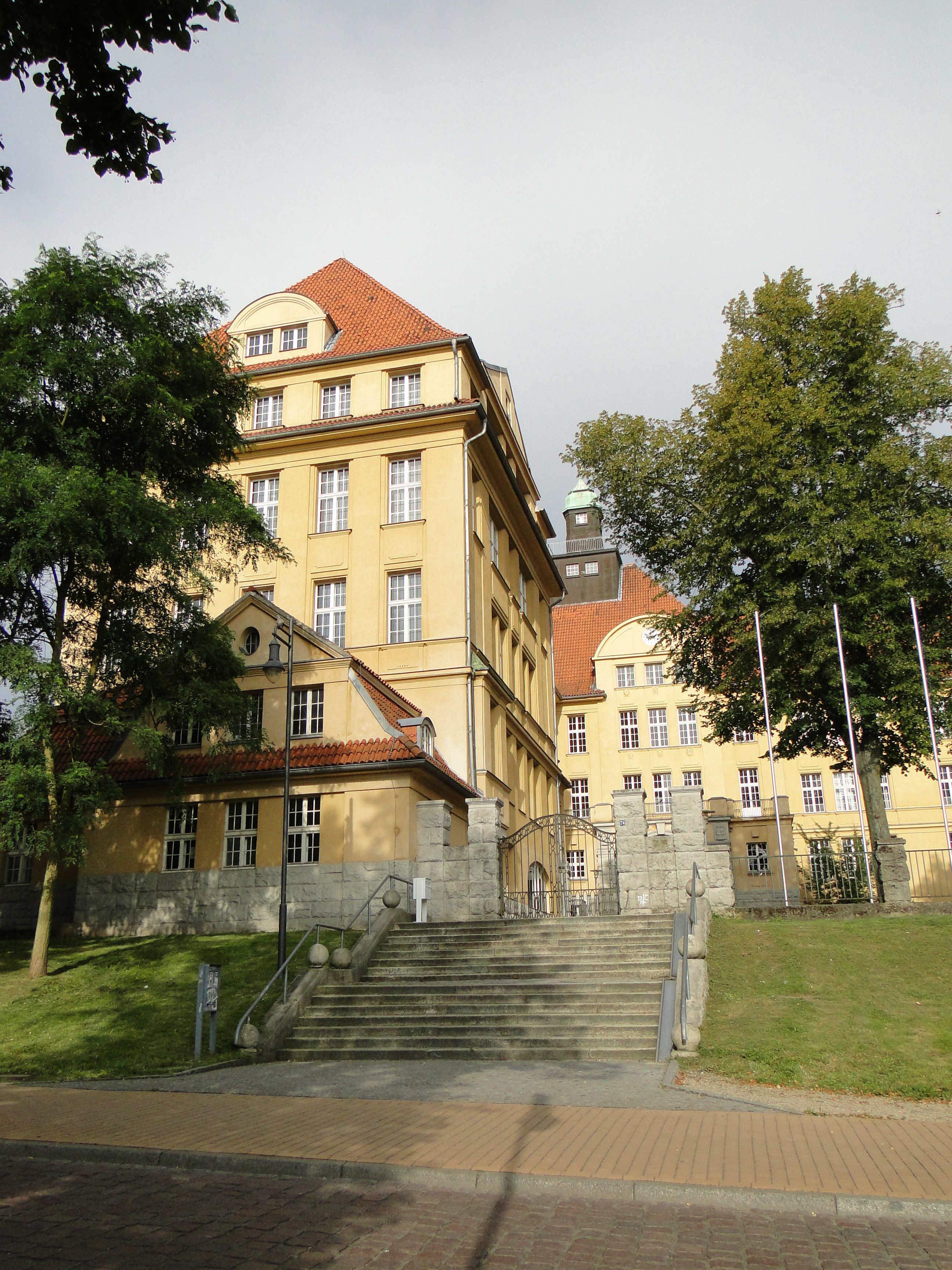
Bis 1914 errichtetes Gebäude des ehemaligen Lyzeums

Noch 1906 pries der Baubeamte und spätere Denkmalpfleger Arthur Pries den ehemaligen Friedhof als Eine stille Stätte inmitten der Residenz und wies auf historische Grabstätten hin. Doch mit der Stille war es bald vorbei.
Von 1911 bis 1914 errichtete der Stadtbaumeister Drewitz auf der östlichen Hälfte der ehemaligen Domfriedhofsfläche das Städtische Lyzeum. Die am 23. März 1914 im Beisein des Großherzogs Friedrich Franz IV. eingeweihte Schule verfügte über 30 Klassen mit 576 Schülerinnen, über ein Oberlyzeum Schwerin mit 52 und eine Studienanstalt mit 53 Plätzen. Ihr Schulhof lag zwischen dem Totendamm und dem westlich anschließenden Schulgebäude; dieses war auf der Rückseite von der Friedhofsrestfläche durch einen Weg getrennt.
Endgültig zerstört wurde die Friedhofsanlage Ende des Zweiten Weltkrieges bei der Bombardierung der nördlichen Feldstadt am 7. April 1945. 1948 gab die Schweriner SED-Oberbürgermeisterin Blecha die Ruinen zum Abbruch frei. Den Rest besorgte die Rote Armee nach Übernahme des Geländes mit dem Lyzeum und dem angrenzenden Lazarett. Das Schulgebäude wurde danach als Schule für Kinder der Angehörigen der Sowjetarmee aus der Umgebung von Schwerin genutzt.

### Heutige Nutzung
Der Abzug der sowjetischen Besatzungstruppen aus Schwerin 1993 ermöglichte weitere Um- und Neubauten. Seit 1996 wird das, nun für etwa 1300 Jungen und Mädchen, sanierte Lyzeumsgebäude, ergänzt um einen viergeschossigen Anbau, unter dem traditionsreichen Namen Gymnasium Fridericianum genutzt. Auf dem westlichen Teil des ehemaligen Friedhofs zwischen dem Lobedanzgang und der früheren Reiferbahn befinden sich heute ein begrünter weiterer Schulhof mit alten Bäumen sowie Sportanlagen; jenseits des früheren Verlaufs der Reiferbahn grenzt das 1996 fertiggestellte Parkhaus für das Schlossparkcenter an, das von der nach Westen verlegten Reiferbahn aus angefahren wird.
Ein bedeutender historischer Friedhof Mecklenburgs wurde endgültig Geschichte.